# خاتم النيكل

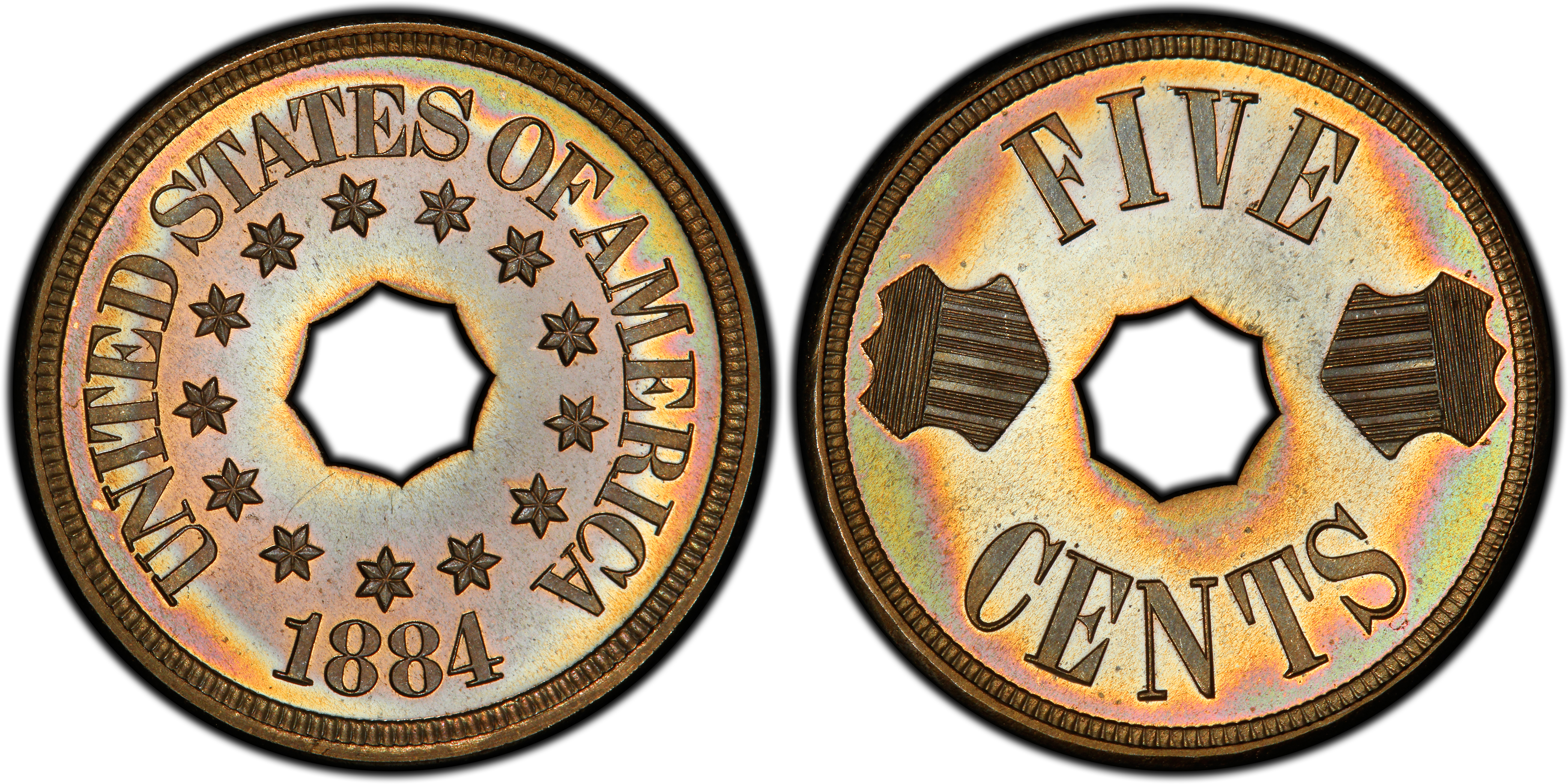
خاتم النيكل 1884

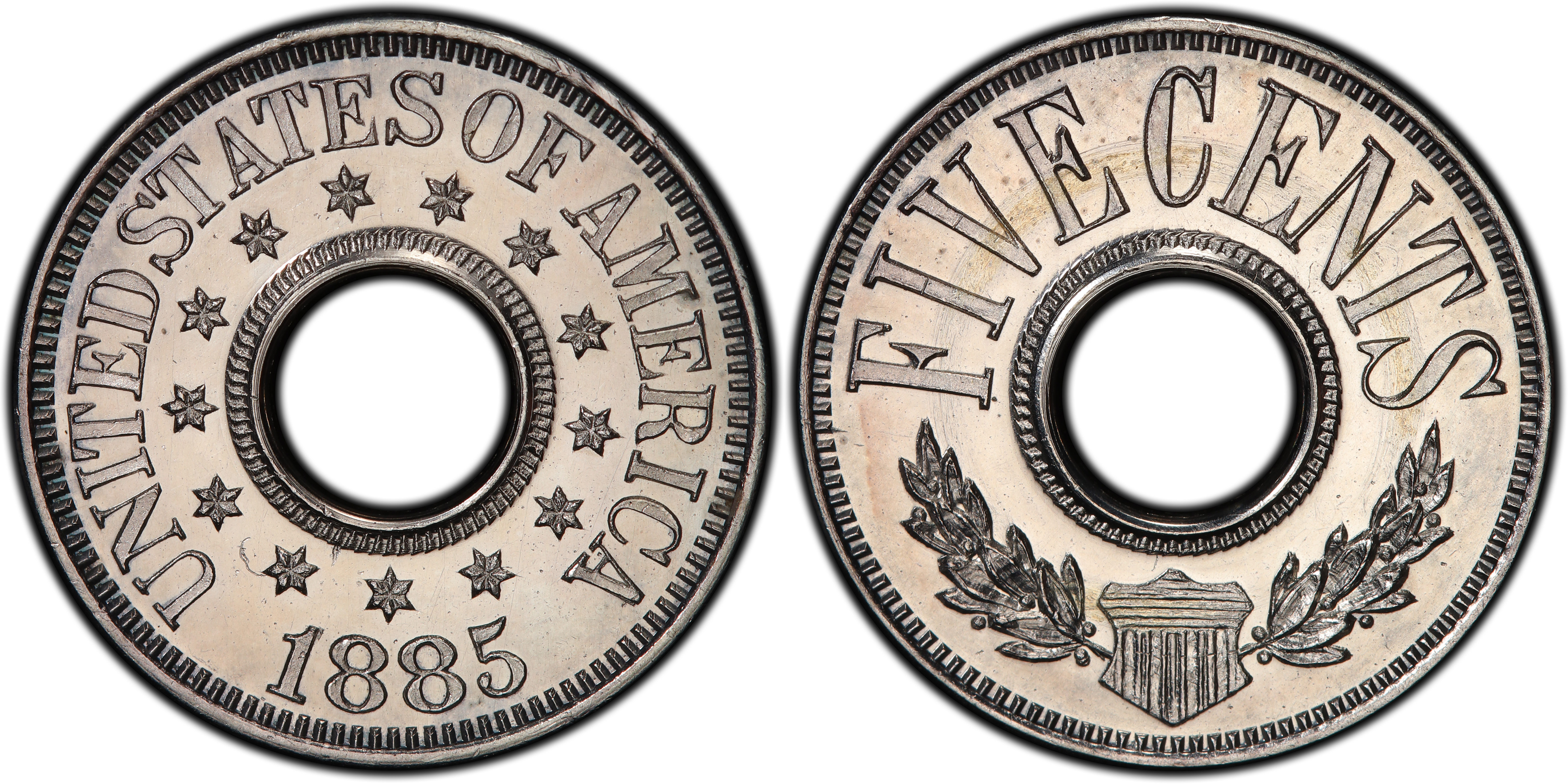
خاتم النيكل 1885

كانت عملة النيكل الحلقية (بالإنجليزية: Ring nickel)‏ (أنواع منفصلة تُعرف باسم J-1724، وJ-1725، و J-1742  ) عبارة عن عملة معدنية أمريكية ذات نمط بقيمة اسمية تبلغ خمسة سنتات. تم سكها في عامي 1884 و1885، على الرغم من أن عملة النيكل راس الحرية قد تم إصدارها للتو في عام 1883. كان النمط عام 1884 يحتوي على ثقب مثمن الشكل وكان مضروبًا بالنيكل، بينما كان نمط عام 1885 يحتوي على ثقب دائري وكان مضروبًا بالفضة.